# Мекенские курганы
Мекенские курганы — памятники археологического наследия, на левом берегу реки Терек, у станицы Мекенской, в 4 километрах к северо-востоку от районного центра станицы Наурской Чеченской Республики.

## История исследования памятников
В 1956, 1959 годах на территории Чечено-Ингушетии Северо-Кавказской археологической экспедицией были исследованы курганы III—II тыс. до н. э. у станицы Мекенская северокавказской культуры. Раскопки велись группой равнинного отряда под руководством археолога Н. Я. Мерперта.
Отряд исследовал курганный могильник на северном берегу Терека у станицы Мекенской. Были проведены раскопки шести курганов содержащих 48 погребений, относящихся к разным периодам эпохи бронзы (III—II тысячелетия до н. э.), а также к скифо-сарматскому периоду (IV—II вв. до н. э.). Погребения в Мекенских курганах оказались связаны не только с северокавказской культурой, но и со степными культурами Восточной Европы — катакомбной, ямной, срубной и майкопской. Были получены доказательства контактов в эпоху бронзы племён Поволжья и Северного Причерноморья с Северным Кавказом, а также проникновения отдельных групп степняков в Восточное Предкавказье.

## Изучение памятника
Группа больших курганов примыкает к краю террасы над поймой Терека. Один-два ряда курганов простираются на 2300 м с запада на восток. Всего на этом участке у станицы Мекенской отмечено 44 кургана, но они есть и за пределами участка, на северных степных просторах.
Средняя высота насыпей — 2 м, но некоторые из них достигают высоты 6-9 м. Характер первых 12 погребений, которые были вскрыты Е. И. Крупновым и Р. М. Мунчаевым, позволил предположить наличие наряду с северокавказскими элементами, также признаков ямной и срубной культур.
Крупновым и Мунчаевым во время раскопок 1956 года были вскрыты три кургана относящихся к раннему и среднему бронзовым векам Северного Кавказа. Наряду с этим были обнаружены свидетельства проникновения в кавказскую среду элементов степных культур (катакомбной, древне-ямной и срубной). Была отмечена важность обнаружения степных и кавказских культурных элементов под едиными курганными насыпями. Однако сосуществование степных и кавказских элементов, в силу ряда обстоятельств, не могло считаться однозначно доказанным. Дальнейшие раскопки должны были дать недостающую информацию.
В 1959 году были вскрыты ещё три крупных кургана в западной части. Высота вскрытых курганов была около 4 м, а диаметр — более 40 м. В них было 34 погребения. Появились основания полагать, что курганы группы функционировали примерно одновременно. Такие периоды могут быть условно названы горизонтами. Во вскрытых курганах на нижнем уровне располагались погребения майкопской культуры, в которых были обнаружены керамические изделия и различный инвентарь, в том числе золотые подвески в виде колец.